# Baku Piano Festival 2025
Baku Piano Festival 2025 — IV музыкальный джазовый фестиваль. Проведён с 14 по 28 июня 2025 года в Баку.

## Общие сведения
В фестивале приняли участие исполнители из Азербайджана, Австрии, Бразилии, Грузии, Нидерландов, Турции, Франции. 
На фестивале прошли концерты, арт-проекты, выставки, арт-инсталляции, литературный конкурс и джем-сейшны. 
17 июня в арт-пространстве «Meyvi» проведён арт-воркшоп в коллаборации с Arts Council Azerbaijan. Художники Гусейн Кенгерли, Лейли Мусеибова и Севяр Мамедова рисовали работы в реальном времени. Выступил DJ Graf.
19 июня в «Rotunda Roof Garden» на крыше с видом на Баку выступил квартет «Mina Agossi» c певицей Миной Агосси (Франция).
20 июня выступила группа «Zaza Khutsishvili Band» с участием Саломе Гоциридзе (Грузия).   
21 июня выступил «Lela Kaplowitz Jazz Group» (Хорватия) с солисткой Лелой Капловиц. Выступление было на хорватском языке. 
Также 21 июня выступил турецкий коллектив «Altera Ensemble». Состоялся концерт «Shahin Novrasli Quartet».
24 июня состоялось награждение победителей конкурса «Литературный этюд для фортепиано». Целью конкурса являлось создание яркого музыкального образа в литературном произведении. 1 место занял Мехти Али, второе — Лала Алиева-Клычкова, третье — Ленай Сеидали-заде. Приз зрительских симпатий — Гюльгез Курбанова. На мероприятии выступили члены литературного проекта «Современные поэты».
Проведён концерт Шаина Новрасли с участием Айзека Джамба (Бразилия).
В Международном центре мугама прошёл концерт классической музыки с участием Рюи Танер и Егяны Ахундовой в сопровождении Бакинского камерного оркестра. В фойе центра была организована экспозиция произведений современных азербайджанских художников.
Состоялся концерт «Simon Raab Jazz Trio» (Австрия).
Проведён концерт Майка дель Ферро в рамках трио.
В течение двух дней прошли концерты молодых талантов «We Are the Future». В первый вечер была исполнена классическая музыка, во второй — джаз.
28 июня состоялся заключительный концерт. В нём принял участие «Liz Rosa Quartet» (Бразилия), а также Шаин Новраслии, Майк дель Ферро.

## Планируемые события
- Спектакль «Апогея» (реж. Севиль Ализаде). В спектакле примут участие актёры Академического русского драматического театра им. Самеда Вургуна.